# MusicXML
MusicXML – znacznikowy format prezentacji graficznej notacji muzycznej oparty na wzorcach dokumentowych DTD (ang. Document Type Definition). Został zaprojektowany dla reprezentacji muzyki nutowej, szczególnie odpowiedniej dla zachodniej notacji muzycznej mającej początki w XVII wieku.
Jest wymienny, łatwy w analizie, wyszukiwanie informacji w nim jest proste – bazuje na powszechnie stosowanym formacie XML – jasny w zrozumieniu i łatwy w konstrukcji. Dzięki temu użytkownik ma łatwość w manipulacji i organizacji danych.
MusicXML został oparty na dwóch akademickich, badawczych formatach muzycznych:
- MuseData, opracowany przez Waltera Hewletta w Center for Computer Assisted Research in the Humanities (CCARH), znajdującym się na Uniwersytecie Stanforda
- Humdrum, opracowany przez Davida Hurona, rezydującym na Uniwersytecie Stanu Ohio.

MusicXML to głównie przeróbka MuseData do postaci XML z dodaniem kilku kluczowych koncepcji z HumDrum.
Ponieważ oba formaty były używane głównie do pracy z muzyką poważną i folkową, MusicXML postawił za cel wyjść poza tę granicę i objąć także nowoczesną muzykę popularną.

## Struktura MusicXML a XML
XML został zaprojektowany, aby rozwiązać typowe problemy, z którymi spotykali się programiści, m.in. twórcy oprogramowania muzycznego – problem zgodności, wymiany i jednolitości formatu.
Ponieważ XML jest formatem hierarchicznym, nie można w nim bezpośrednio opisać muzyki. W zamian stworzono dwa wysokopoziomowe formaty dokumentowe:
- partwise.dtd – reprezentuje nuty według partii/instrumentu
- timewise.dtd – reprezentuje nuty według ścieżki czasowej/miary.

Nuty w zapisie DTD partwise i timewise reprezentują kolejne pojedyncze ruchy (zagrania) w muzyce przez poszczególne instrumenty. Wielokrotne ruchy również są możliwe i zostały opisane w innym pliku DTD (opus.dtd, opus – dzieło muzyczne), występują w nim odwołania do plików z opisem pojedynczych instrumentów.
Przykład pliku XML z wewnętrzną deklaracja DTD dla obiektu „note” (nuta).
```
<?XML version="1.0"?>
<!DOCTYPE note [
 <!ELEMENT note  (pitch, duration, voice, type, stem, lyric)
 <!ELEMENT pitch   (#PCDATA)>
 <!ELEMENT duration  (#PCDATA)>
 <!ELEMENT voice (#PCDATA)>
 <!ELEMENT type  (#PCDATA)>
 <!ELEMENT stem  (#PCDATA)>
 <!ELEMENT lyric  (#PCDATA)>
]>

<note>
		<pitch>	…</pitch>
		<duration>2</duration>
		<voice>1</voice>
		<type>quarter</type>
		<stem>up</stem>
		<lyric number="1">…</lyric>
</note>

```

### Przykładowa informacja muzyczna w pliku xml
MusicXML jest formatem opisowym, dlatego z poprawnie zdefiniowanego pliku możemy uzyskać znacznie bogatszy zbiór informacji niż z pliku MIDI.
Przykładowo informacja o ścieżkach muzycznych utworu zawiera ich nazwę, użyty instrument, definicję programu i kanału MIDI, zaś poszczególna ścieżka posiada takie atrybuty jak tempo, rozmiar, tonację, metrum, klucz itp.
Zagłębiając się coraz bardziej w strukturze hierarchicznej, możemy osiągnąć opis liryczny, towarzyszący poszczególnej nucie utworu.
```
<measure number="1" >
<atrributes>…atrybuty miary…</atrributes>
<note>
<pitch>
<step>C</step>
<octave>4</octave>
</pitch>
<duration>96</duration>
<type>whole</type>
</note>
</measure>

```